# عيد استقلال الجزائر
عيد الاستقلال الجزائري هو الاحتفال بالذكرى السنوية لاستقلال الجزائر بعد تحررها من الاستعمار الفرنسي الذي دام أكثر من ثلاثة عشر عقداً (132سنة)، بفضل اندلاع الثورة التحريرية الكبرى والتي تعد أكبر ثورة في القرن العشرين، وهوَ يوافق 5 جويلية سنة 1962، بدون وثيقة استقلال يوم 3 يوليو 1962 وقامت جبهة التحرير الجزائرية بإقرار 5 جويلية لمسح هزيمة 5 جويلية 1830 بسيدي فرج.

## من أسباب الثورة التحريرية
السبب العام للثورة التحريرية الكبرى هو اكتفاء الشعب الجزائري من القهر والظلم والتعذيب والتقتيل والاستعباد واكتفائه من ألاعيب وكذب فرنسا فقد أراد الحرية كما أن فرنسا لم تحتل الجزائر وحدها بل شاركت معها أغلب دول أوروبا بنفس القدر فدعمتها بالأسلحة والعتاد والجنود إلى غيرها، وقد شنت أوروبا المئات من الحملات على الجزائر قبل الاحتلال لكن الجزائر كانت معزولة تماما خلاله لكنها دعمت من قبل بعض الدول خلال الثورة أهمها الصين ويوغوسلافيا، هذه واحدة من جرائم فرنسا :
كان زعماء الحركة الوطنية يحضرون للاحتفال بانتصار الحلفاء على النازية بعد نهاية الحرب العالمية الثانية، لأن الجزائريين شاركوا في تحرير فرنسا في الصفوف الأولى من جيشها بل قد كانوا أكثر من نصفه، وكان ذلك باجبار من فرنسا وقد وعدتهم بعد تحريرها باستقلال الجزائر، وقد حضروا لذلك، عن طريق تنظيم مظاهرات تكون وسيلة ضغط على الاحتلال الفرنسي بإظهار قوة الحركة الوطنية ووعي الشعب الجزائري بمطالبه، وعمت المظاهرات كل القطر الجزائري في أول مايو 1945، ونادى الجزائريون بإطلاق سراح السياسي مصالي الحاج، واستقلال الجزائر واستنكروا الاضطهاد ورفعوا العلم الوطني الذي أُنتج خصيصا لهذه المناسبة في محل خياطة تابع لتاجر يدعى البشير عمرون. وكانت المظاهرات سلمية، وادعى الفرنسيون انهم اكتشفوا (مشروع ثورة) في بجاية خاصة لما قتل شرطيان في الجزائر العاصمة، وبدأت الاعتقالات والضرب وجرح الكثير من الجزائريين. ولما أعلن عن الاحتفال الرسمي يوم 7 ماي، شرع المعمرون في تنظيم مهرجان الأفراح، ونظم الجزائريون مهرجانا خاصا بهم ونادوا بالحرية والاستقلال بعد أن تلقوا إذنا من الإدارة الفرنسية للمشاركة في احتفال انتصار الحلفاء.
كان الرد القمعي على المظاهرات السلمية التي نظمها الجزائريون هو ارتكاب مجازر 8 ماي 1945، وذلك بأسلوب القمع والتقتيل الجماعي واستعملوا فيه القوات البرية والجوية والبحرية، ودمروا قرى ومداشر ومدنا بأكملها، ونتج عن هذه المجازر قتل أكثر من 45,000 جزائري أولهم الشاب بوزيد سعال 22 سنة، فدمرت قراهم وأملاكهم عن آخرها. ووصلت الإحصاءات الأجنبية إلى تقديرات أفظع بين 50,000 و70,000 قتيل من المدنيين العزل فكانت مجزرة بشعة على يد الفرنسيين، من هنا استفاق الشعب الجزائري وفهم أنه لا مجال لأخذ الحرية بالسلم فقد كذبت فرنسا عليه بما يكفي وقتلت الملايين من الشعب واستعملت كل طرق التنكيل والتعذيب لتعذيبه وحرقت معظم القرى والمدن واستعملت كل الأسلحة المحرمة دوليا منها القنابل الذرية التي جعلت فيها الجزائريين فئران تجارب في الصحراء الجزائرية.... فنظم ثورة الأول نوفمبر المجيدة وقهر المستعمر الفرنسي لينال استقلاله بعد سبع سنوات من القتال المتواصل بل 132 سنة من الجهاد والكفاح منذ بداية هذا الاستعمار البشع دفع فيها أكثر من 10 ملايين شهيد وملايين من المفقودين.

## احتفالات وبرتوكلات
تقيم الجزائر احتفالات وطنية سنوية على مستوى كامل التراب الجزائري تخليدا لهذه الذكرى العظيمة (الاستقلال) حيث تقيم استعراضات واحتفالات شعبية بهيجة وجميلة جدا، وترافقها بعض البروتوكولات الرسمية كرفع العلم الجزائري وإطلاق طلقات نارية ومدفعية في تمام الساعة الصفر في كل أنحاء الجمهورية، بث برامج تلفزيونية وإذاعية باللغتين الأمازيغية والعربية وكذا الإنجليزيةمتوافقة مع المناسبة إضافة إلى أفلام ووثائقيات حول الثورة التحريرية الكبرى والمقاومات الشعبية... تكريم شخصيات ومجاهدين وعائلات الشهداء، وتكريم التلاميذ المتفوقين دراسيا، ومراسيم عفو عن السجناء (الجنح البسيطة)، مع احتفالات ترقية أفراد الجيش ترافقها الألعاب النارية وغيرها الكثير، كما يحتفل مترو الجزائر العاصمة بيوم مجاني لجميع المستخدمين.

## عيد استقلال في عهد رؤساء الجزائر
| عيد استقلال في عهد رؤساء الجزائر  | الفترة | عدد الأعياد         | الرئيس                                       | ملاحظات |
| 3 جويلية 1962 - 25 سبتمبر 1962    | 1      | عبد الرحمن فارس     | رئيس الحكومة التنفيذية المؤقتة للجزائر       |         |
| 20 سبتمبر 1962 - 25 سبتمبر 1962   | 0      | فرحات عباس          | رئيس المجلس الوطني التشريعي                  |         |
| 25 سبتمبر 1962 - 15 سبتمبر 1963   | 1      | فرحات عباس          | رئيس التجمع الوطني التشريعي                  |         |
| 15 سبتمبر 1963 - 19 جوان 1965     | 3      | أحمد بن بلة         | أول رئيس للجمهورية                           |         |
| 19 جوان 1965 - 27 ديسمبر 1978     | 13     | هواري بومدين        | رئيس مجلس الثورة                             |         |
| 19 جوان 1965 - 27 ديسمبر 1978     | 13     | هواري بومدين        | ثاني رئيس للجمهورية                          |         |
| 27 ديسمبر 1978 - 9 فيفري 1979     | 0      | رابح بيطاط          | رئيس مؤقت                                    |         |
| 9 فيفري 1979 - 11 جانفي 1992      | 12     | الشاذلي بن جديد     | ثالث رئيس للجمهورية                          |         |
| 11 جانفي 1992 - 14 جانفي 1992     | 0      | عبد المالك بن حبيلس | رئيس مؤقت                                    |         |
| 16 جانفي 1992 - 29 جوان 1992      | 0      | محمد بوضياف         | *رئيس للمجلس الأعلى للدولة *رابع رئيس للدولة |         |
| 2 جويلية 1992 - 30 جانفي 1994     | 2      | علي كافي            | *رئيس للمجلس الأعلى للدولة *خامس رئيس للدولة |         |
| 30 جانفي 1994 - 27 أبريل 1999     | 5      | اليامين زروال       | رابع رئيس للجمهورية                          |         |
| 27 أبريل 1999 - 02 أبريل 2019     | 20     | عبد العزيز بوتفليقة | خامس رئيس للجمهورية                          |         |
| 2 أبريل 2019 -19 ديسمبر 2019      | 1      | عبد القادر بن صالح  | *رئيس الدولة *رئيس مؤقت                      |         |
| 19 ديسمبر 2019-إلى غاية يومنا هذا |        | عبد المجيد تبون     | سادس رئيس للجمهورية                          |         |

## حرب الاستقلال الجزائرية
بمجرد أن وطأت الجيوش الفرنسية أرض الجزائر، هب الشعب الجزائري الرافض للسيطرة الأجنبية للدفاع عن أرضه، قائما إلى جهاد نادت إليه طبقة العلماء والأعيان.
تركزت المقاومة الجزائرية في البداية على محاولة وقف عمليات الاحتلال، وضمان بقاء الدولة. لكن معظم هذه المحاولات باءت بالفشل نظرا لعدم توازن القوى، وتشتت الثورات جغرافيا وزمانيا أمام الجيوش الفرنسية المنظمة التي ظلت تتزايد وتتضاعف لديها الإمدادات، واستمر صمود الجزائريين طوال فترة الغزو متمثلا في مقاومات شعبية تواصلت طيلة القرن التاسع عشر إلى بداية القرن العشرين.
واشتدت ضراوة الحرب من عام 1954م حتى عام 1962م والتي سميت بـ ثورة التحرير الجزائرية، واكتسبت دولة الجزائر القوة عندما أعطتها فرنسا الحكم الذاتي ولكنه لم يتطبق بعد الحرب العالمية الثانية (1939م - 1945م)، ومن الجدير بالذكر أن جبهة التحرير الوطنية في الجزائر بدأت حرب العصابات ضد القوات الفرنسية، واكتسبت اعترافاً دبلوماسياً من الأمم المتحدة لتأسيس دولة الجزائر، وكانت معظم حركات الهجوم هذه حول منطقة العاصمة، في المناطق الريفية على وجه التحديد، وسميت هذه الحرب بـ«حرب الجزائر» والتي كانت في عام 1956م، ولكن من خلال تطبيق بعض الإجراءات القاسية استطاعت القوات الفرنسية السيطرة على الوضع في الجزائر، ولكن ضراوة المواجهات دفعت فرنسا للانسحاب منها، وفي عام 1959م أعلن شارل ديغول (Charles de Gaulle) أنّ للجزائريين الحق في تقرير مصيرهم وحدهم، حيث حصلوا على الاستقلال في عام 1962م.